# Antoni Dubiński
Antoni Dubiński (ur. 18 marca?/30 marca 1891 w Ihumeniu, zm. 1940 w ZSRR) – podpułkownik piechoty Wojska Polskiego, kawaler Orderu Virtuti Militari, ofiara zbrodni katyńskiej.

## Życiorys
Urodził się 30 marca 1891 w Ihumeniu jako syn Felicjana i Izabelli z domu Zabielskiej. W rodzinnym mieście ukończył siedmioklasową szkołę miastową. Absolwent szkoły wojskowej dla małoletnich, egzamin dojrzałości zdał w 1908, po czym do 1911 uczył się w rosyjskiej Oficerskiej Szkole Piechoty w Wilnie. Po jej ukończeniu, w Armii Imperium Rosyjskiego został awansowany podporucznikiem. Od maja 1914 służył w 113 pułku piechoty. Po wybuchu I wojny światowej od sierpnia 1914 służył w szeregach macierzystego pułku na froncie jako dowódca kompanii. Trafił do niewoli niemieckiej, w której przebywał prawie cztery lata, od lutego 1915 do grudnia 1918.
Po odzyskaniu przez Polskę niepodległości wstąpił do Mińskiego pułku strzelców w składzie 1 Dywizji Litewsko-Białoruskiej Wojska Litwy Środkowej. Od lutego 1919 na stanowisku dowódcy 4 kompanii i dowódca batalionu w szeregach brał udział w wojnie polsko-ukraińskiej i wojnie polsko-bolszewickiej. W międzyczasie, w 1919 ukończył kurs dowódców batalionów w Dęblinie. 1 marca 1920 został awansowany do stopnia kapitana Wojska Polskiego. Od 20 czerwca 1920 służył w Nowogródzkim pułku strzelców. 5 lipca 1920 trafił do niewoli sowieckiej, z której zbiegł 29 października 1920 i powrócił do Polski. Następnie w trwającej wojnie z bolszewikami służył jeszcze w 30 pułku Strzelców Kaniowskich jako dowódca batalionu. Za czyny z 15–17 maja 1920, podczas których przez trzy dni dowodząc batalionem walczył z większymi od swoich siłami wroga, otrzymał Order Virtuti Militari. Został osadnikiem wojskowym w Karolinowie (nr 3) w powiecie postawskim (26 listopada 1926).
Po wojnie, do sierpnia 1922 służył w 30 pułku. 3 maja 1922 roku został zweryfikowany w stopniu majora ze starszeństwem z dniem 1 czerwca 1919 roku i 438. lokatą w korpusie oficerów piechoty. Przydzielony do 79 pułku piechoty, stacjonującym w garnizonie Słonim, do 1924 był w tej jednostce dowódcą batalionu. Z dniem 25 października 1925 roku został przeniesiony do Korpusu Ochrony Pogranicza na stanowisko dowódcy 5 batalionu granicznego w Łużkach. 16 lutego 1926 roku otrzymał przeniesienie do 29 pułku Strzelców Kaniowskich w Kaliszu na stanowisko dowódcy II batalionu detaszowanego w Szczypiornie. 23 maja 1927 roku został przesunięty na stanowisko kwatermistrza pułku. 23 stycznia 1928 roku awansował na podpułkownika ze starszeństwem z dniem 1 stycznia 1928 roku i 30. lokatą w korpusie oficerów piechoty. 12 marca 1929 roku został przeniesiony do Powiatowej Komendy Uzupełnień Chełm na stanowisko pełniącego obowiązki komendanta. 1 września 1938 roku kierowana przez niego jednostka została przemianowana na Komendę Rejonu Uzupełnień Chełm, a zajmowane przez niego stanowisko otrzymało nazwę „komendant rejonu uzupełnień”.
Podczas kampanii wrześniowej ewakuował się wraz z kadrą KRU Chełm na wschód. Po agresji ZSRR na Polskę z 17 września 1939, wraz z oficerami został aresztowany przez sowietów pod Zdołbunowem. Uwolnił się z niewoli, po czym dotarł do Tarnopola, gdzie przebywali jego krewni. Następnie przekroczył granicę z Rumunią w okolicach Zaleszczyk i został zatrzymany przez funkcjonariuszy rumuńskiej straży granicznej i przekazany przez nich sowietom. Był więziony w Czortkowie. Na początku 1940 wyrokiem został skazany na trzy lata ciężkich robót. Następnie przyznał się do służby w Wojsku Polskim w randze oficera. Na wiosnę 1940 został zamordowany przez NKWD. Jego nazwisko znalazło się na tzw. Ukraińskiej Liście Katyńskiej opublikowanej w 1994 (został wymieniony na liście wywózkowej 57/2-39 oznaczony numerem 983). Ofiary tej części zbrodni katyńskiej zostały pochowane na otwartym w 2012 Polskim Cmentarzu Wojennym w Kijowie-Bykowni.
Jego żoną była Joanna (zm. w 1946 w wieku 46 lat), z którą miał córki Marię (zm. 2012) i Wandę (zm. 2010).

## Upamiętnienie
22 września 2012, w ramach akcji „Katyń... pamiętamy” / „Katyń... Ocalić od zapomnienia” przy Zespole Szkół Ogólnokształcących Integracyjnych nr 1 w Krakowie został zasadzony Dąb Pamięci honorujący Antoniego Dubińskiego.

## Ordery i odznaczenia
- Krzyż Srebrny Orderu Wojskowego Virtuti Militari nr 4145 (1922)[15]
- Krzyż Kawalerski Orderu Odrodzenia Polski (11 listopada 1937)[16][17]
- Krzyż Walecznych
- Krzyż Zasługi Wojsk Litwy Środkowej (3 marca 1926)[18]
- Medal Pamiątkowy za Wojnę 1918–1921
- Medal Dziesięciolecia Odzyskanej Niepodległości